# NGC 820
NGC 820 este o emission-line galaxy⁠(d) situată în constelația Berbecul. A fost descoperită în 7 septembrie 1828 de către John Herschel. Se află la o distanță de 65,46 de megaparseci de Pământ.